# Зігфрід Гайльманн
Зігфрід Гайльманн (нім. Siegfried Heilmann; 8 червня 1917, Кіль — 4 жовтня 1943, Атлантичний океан) — німецький офіцер-підводник, капітан-лейтенант крігсмаріне.

## Біографія
3 квітня 1936 року вступив на флот. З квітня 1939 року — 1-й вахтовий офіцер в 1-й флотилії мінних тральщиків. З липня 1940 року — командир корабля і групи 26-ї флотилії мінних тральщиків. З вересня 1941 року — командир корабля в 7-й, з листопада 1941 року — 2-ї флотилії мінних тральщиків. В липні-грудні 1942 року пройшов курси підводника і командира човна, з грудня 1942 по січень 1943 року — командирську практику на підводному човні U-659. З 6 лютого 1943 року — командир U-389. 18 вересня вийшов у свій перший і останній похід. 4 жовтня U-389 був потоплений в Північній Атлантиці південно-західніше Ісландії (60°51′ пн. ш. 28°26′ зх. д.) глибинними бомбами британського бомбардувальника «Ліберейтор». Всі 50 членів екіпажу загинули.

## Звання
- Кандидат в офіцери (3 квітня 1936)
- Морський кадет (10 вересня 1936)
- Фенріх-цур-зее (1 травня 1937)
- Оберфенріх-цур-зее (1 липня 1938)
- Лейтенант-цур-зее (1 жовтня 1938)
- Оберлейтенант-цур-зее (1 жовтня 1940)
- Капітан-лейтенант (1 квітня 1943)